# Litván euróérmék
Litvánia 2015. január 1-jén csatlakozott az eurózónához. Valamennyi litván euróérmén a Litvánia címeréről kölcsönzött, csatába vágtázó középkori lovas látható. Ez a lovas díszítette az első- és második világháború között egyszer már függetlenséget élvező litván nemzetállam pénzeit is, illetve ez található a 2014-ig forgalomban lévő litasokon is. Az érméket Antanas Žukauskas tervezte.

## A litván euró nemzeti oldalának éremképei
| 1 cent                     | 2 cent                     | 5 cent                                                              |
| -------------------------- | -------------------------- | ------------------------------------------------------------------- |
|                            |                            |                                                                     |
| A lovas Litvánia címerében |                            |                                                                     |
| 10 cent                    | 20 cent                    | 50 cent                                                             |
|                            |                            |                                                                     |
| A lovas Litvánia címerében |                            |                                                                     |
| 1 €                        | 2 €                        | € 2 oldalának bordázata                                             |
|                            |                            |                                                                     |
| A lovas Litvánia címerében | A lovas Litvánia címerében | „LAISVĖ, VIENYBĖ, GEROVĖ” „Szabadság, egység, jólét” litván nyelven |